# Daojiang (köpinghuvudort i Kina, Hunan Sheng, lat 25,53, long 111,58)
Daojiang (kinesiska: 道江) är en köpinghuvudort i Kina. Den ligger i provinsen Hunan, i den södra delen av landet, omkring 330 kilometer sydväst om provinshuvudstaden Changsha. Antalet invånare är 73 908. Befolkningen består av 35 586 kvinnor och 38 322 män. Barn under 15 år utgör 17,0 %, vuxna 15-64 år 75 %, och äldre över 65 år 7,0 %.
Runt Daojiang är det tätbefolkat, med 257 invånare per kvadratkilometer. Daojiang är det största samhället i trakten. Trakten runt Daojiang består till största delen av jordbruksmark.
Genomsnittlig årsnederbörd är 2 044 millimeter. Den regnigaste månaden är maj, med i genomsnitt 302 mm nederbörd, och den torraste är oktober, med 49 mm nederbörd.